# 謝漢儒
謝漢儒（1916年1月21日—2003年12月30日），福建南安人，中華民國政治人物，前臺灣省參議會參議員。
1945年11月，謝漢儒奉國民政府命令，前往臺灣視察抗戰勝利後的情況。1946年3月，謝漢儒在臺北西門町創辦民權通訊社。1947年4月二二八事件平息後，謝漢儒前往上海會見中國民主社會黨張君勱主席，加入民社黨。1948年3月，原臺灣省參議會遴選參議員任公藩辭職，謝漢儒獲國民政府遴選遞補為參議員。